# خانيك (أرومية)
خانيك هي قرية في مقاطعة أرومية، إيران. عدد سكان هذه القرية هو 122 في سنة 2006.